# آبشار فاریاب پشتکوه
آبشار رودفاریاب پشتکوه در روستای رودفاریاب در شهرستان دشتستان در استان بوشهر ایران.
این آبشار از به هم پیوستن آب چشمه‌های منطقه رودفاریاب دشتستان، رود روستای رودفاریاب و آبشار زیبای آن تشکیل می‌شود. با توجه به دمای بالای استان و کم آبی در این منطقه، آبشار رودفاریاب و چشمه سارهای اطراف آن بسیار مهم تلقی می‌شوند. مهمترین چشمه این منطقه چشمه تنگ فاریاب است که اهالی روستای رودفاریاب برای آبیاری باغ‌های خود از آن استفاده می‌کنند.